# Championnats de France d'athlétisme 2019
Navigation
Championnats 2018 Championnats 2020
Les Championnats de France d'athlétisme « Élite » 2019 se déroulent du 26 au 28 juillet 2019 au Stade Henri-Lux de Saint-Étienne. La ville accueille pour la quatrième fois cette compétition après 1975, 2001 et 2002.
38 épreuves figurent au programme de cette compétition (19 masculines et 19 féminines). 

## Programme
| Finales | 26 juillet                      | 27 juillet | 28 juillet |
| ------- | ------------------------------- | --- | --- |
| Hommes  | Décathlon (1er jour)            | Décathlon (2e jour), 800 m, 100 m, 1 500 m, 3 000 m steeple, 5 000 m, lancer du javelot, triple saut, saut en hauteur, lancer du marteau | 10 km marche, 400 m haies, 1 500 m, 400 m, 200 m, 110 m haies, saut en longueur, lancer du disque, saut à la perche, lancer du poids        |
| Femmes  | Heptathlon (1er jour) , 5 000 m | Heptathlon (2e jour) , 3 000 m steeple, 100 m, 100 m haies, lancer du javelot, saut en longueur, saut à la perche                        | 10 km marche, 1 500 m, 400 m haies, 200 m, 400 m, 800 m, lancer du marteau, lancer du poids, saut en hauteur, triple saut, lancer du disque |

## Résultats

### Hommes
| Épreuves | Or                                  | Argent                           | Bronze                                  |
| --- | ----------------------------------- | -------------------------------- | --------------------------------------- |
| 100 m (vent : + 0,3 m/s) | Amaury Golitin 10 s 45              | François-Xavier Collatin 10 s 55 | Jérémy Leroux 10 s 60                   |
| 200 m (vent : + 1,8 m/s) | Mouhamadou Fall 20 s 34 PB          | Méba-Mickaël Zézé 20 s 44 PB     | Jeffrey John 20 s 56 SB                 |
| 400 m | Christopher Naliali 46 s 11 PB      | Mame-Ibra Anne 46 s 17           | Loïc Prévot 46 s 44                     |
| 800 m | Pierre-Ambroise Bosse 1 min 48 s 82 | Gabriel Tual 1 min 49 s 13       | Aymeric Lusine 1 min 50 s 25            |
| 1 500 m | Alexis Miellet 3 min 43 s 26        | Rabii Doukkana 3 min 44 s 24     | Pierrik Jocteur-Monrozier 3 min 45 s 28 |
| 5 000 m | Hugo Hay 14 min 10 s 65             | Azeddine Habz 14 min 12 s 28     | François Barrer 14 min 13 s 62          |
| 110 m haies (vent : + 3,0 m/s) | Wilhem Belocian 13 s 14             | Pascal Martinot-Lagarde 13 s 41  | Ludovic Payen 13 s 42                   |
| 400 m haies | Wilfried Happio 49 s 26             | Ludvy Vaillant 49 s 35 SB        | Victor Coroller 50 s 00 SB              |
| 3 000 m steeple | Djilali Bedrani 8 min 34 s 00       | Yoann Kowal 8 min 36 s 91        | Abdelhamid Zerrifi 8 min 43 s 76        |
| 10 km marche | Kévin Campion 39 min 44 s SB        | Gabriel Bordier 39 min 53 s PB   | Aurélien Quinion 43 min 26 s            |
| Saut en hauteur | William Aubatin 2,16 m SB           | Sébastien Micheau 2,16 m PB      | Youssef Benzamia 2,16 m SB              |
| Saut à la perche | Renaud Lavillenie 5,85 m SB         | Alioune Sène 5,51 m              | Thibaut Collet 5,51 m                   |
| Saut en longueur | Augustin Bey 8,08 m                 | Yann Randrianasolo 7,98 m        | Guillaume Victorin 7,97 m               |
| Triple saut | Benjamin Compaoré 16,94 m SB        | Harold Correa 16,82 m SB         | Yoann Rapinier 16,63 m                  |
| Lancer du poids | Frédéric Dagée 19,69 m              | Antoine Duponchel 18,82 m        | Itamar Levi 17,54 m                     |
| Lancer du disque | Lolassonn Djouhan 60,64 m SB        | Tom Reux 56,69 m                 | Dean-Nick Allen 54,78 m                 |
| Lancer du marteau | Quentin Bigot 75,73 m               | Yann Chaussinand 69,41 m         | Enguerrand Decroix Têtu 67,86 m         |
| Lancer du javelot | Lukas Moutarde 78,53 m PB           | Jérémy Nicollin 73,46 m SB       | Rémi Conroy 72,81 m PB                  |
| Décathlon | Bastien Auzeil 7 656 pts            | Gaël Quérin 7 556 pts SB         | Axel Hubert 7 382 pts                   |
| Records et Performances - AR : Record continental (area record) - CR : Record des championnats (championship record) - MR : Record du meeting (meet record) - NR : Record national (national record) - OR : Record olympique (olympic record) - PR : Record paralympique (paralympic record) - PB : Record personnel (personal best) - SB : Meilleure performance personnelle de la saison (season's best) - WL : Meilleure performance mondiale de l'année (world leader) - WJR : Record du monde junior (world junior record) - WR : Record du monde (world record) Circonstances et Conditions - DNF : N'a pas terminé (did not finish) - DNS : N'a pas pris le départ (did not start) - DQ : Disqualification (disqualification) - NM : Aucun essai valable enregistré (No Mark) - Q : Qualifié « directement » au prochain tour (ou à la prochaine compétition), lors d'une compétition majeure, grâce au classement ou à la réalisation des minima (automatic qualifier) - q : Qualifié au prochain tour (ou à la prochaine compétition), lors d'une compétition majeure, grâce au repêchage ou à la réalisation de l'une des meilleures performances parmi celles des « non qualifiés directement » (grâce au meilleur temps ou à la meilleure distance par exemple) (secondary qualifier) |                                     |                                  |                                         |

### Femmes
| Épreuves | Or                                  | Argent                           | Bronze                                 |
| --- | ----------------------------------- | -------------------------------- | -------------------------------------- |
| 100 m (vent : + 0,3 m/s) | Carolle Zahi 11 s 29                | Orlann Ombissa-Dzangue 11 s 31   | Orphée Néola 11 s 53                   |
| 200 m (vent : + 1,5 m/s) | Sarah Richard-Mingas 23 s 24        | Maroussia Paré 23 s 28           | Estelle Raffai 23 s 47                 |
| 400 m | Deborah Sananes 52 s 52             | Amandine Brossier 52 s 89        | Diana Iscaye 53 s 03                   |
| 800 m | Renelle Lamote 2 min 2 s 49 SB      | Justine Fedronic 2 min 4 s 51    | Charlotte Mouchet 2 min 5 s 52         |
| 1 500 m | Élodie Normand 4 min 22 s 68        | Aurore Fleury 4 min 24 s 23      | Lucie Lerebourg 4 min 26 s 22          |
| 5 000 m | Liv Westphal 15 min 55 s 58         | Mathilde Sénéchal 16 min 10 s 99 | Leila Hadji 16 min 18 s 13             |
| 100 m haies (vent : +1,8 m/s) | Laura Valette 12 s 87 PB            | Fanny Quenot 12 s 96 PB          | Coralie Comte 12 s 98 PB               |
| 400 m haies | Aurélie Chaboudez 58 s 02           | Farah Clerc 58 s 71              | Camille Séri 58 s 84                   |
| 3 000 m steeple | Emma Oudiou 9 min 51 s 80           | Marie Bouchard 9 min 57 s 16     | Ophélie Claude-Boxberger 10 min 6 s 15 |
| 10 km marche | Clémence Beretta 47 min 32 s        | Laury Cerantola 49 min 40 s PB   | Maeva Casale 50 min 25 s PB            |
| Saut en hauteur | Claire Orcel 1,94 m PB              | Solène Gicquel 1,88 m PB         | Prisca Duvernay 1,83 m                 |
| Saut à la perche | Ninon Guillon-Romarin 4,60 m SB     | Marion Lotout 4,20 m             | Alice Moindrot 4,20 m                  |
| Saut en longueur | Hilary Kpatcha 6,44 m               | Rougui Sow 6,25 m                | Diane Mouillac 6,05 m                  |
| Triple saut | Rouguy Diallo 13,61 m               | Maeva Phesor 13,39 m             | Sokhna Gallé 13,35 m                   |
| Lancer du poids | Caroline Métayer 16,47 m PB         | Rose Sharon Pierre-Louis 15,80 m | Ashley Bologna 15,57 m                 |
| Lancer du disque | Melina Robert-Michon 60,55 m        | Pauline Pousse 56,98 m           | Irène Donzelot 56,29 m                 |
| Lancer du marteau | Alexandra Tavernier 69,75 m         | Camille Sainte-Luce 64,22 m      | Laetitia Bambara 60,91 m               |
| Lancer du javelot | Alexie Alaïs 61,49 m PB, CR         | Alexia Kogut Kubiak 55,64 m SB   | Evelina Mendes 54,20 m                 |
| Heptathlon | Antoinette Nana Djimou 5 944 pts SB | Esther Turpin 5 781 pts          | Annaelle Nyabeu Djapa 5 763 pts        |
| Records et Performances - AR : Record continental (area record) - CR : Record des championnats (championship record) - MR : Record du meeting (meet record) - NR : Record national (national record) - OR : Record olympique (olympic record) - PR : Record paralympique (paralympic record) - PB : Record personnel (personal best) - SB : Meilleure performance personnelle de la saison (season's best) - WL : Meilleure performance mondiale de l'année (world leader) - WJR : Record du monde junior (world junior record) - WR : Record du monde (world record) Circonstances et Conditions - DNF : N'a pas terminé (did not finish) - DNS : N'a pas pris le départ (did not start) - DQ : Disqualification (disqualification) - NM : Aucun essai valable enregistré (No Mark) - Q : Qualifié « directement » au prochain tour (ou à la prochaine compétition), lors d'une compétition majeure, grâce au classement ou à la réalisation des minima (automatic qualifier) - q : Qualifié au prochain tour (ou à la prochaine compétition), lors d'une compétition majeure, grâce au repêchage ou à la réalisation de l'une des meilleures performances parmi celles des « non qualifiés directement » (grâce au meilleur temps ou à la meilleure distance par exemple) (secondary qualifier) |                                     |                                  |                                        |